# Apisa Air Cargo
Apisa Air Cargo (OACI: PIC, Indicativo: APISA) fue una aerolínea de carga/flete con sede en Perú que inició operaciones en 1985 y dejó de volar en 1997.

## Historia
Apisa Air Cargo comenzó a operar utilizando aeronaves Douglas DC-8-54F transportando carne a Lima desde Barranquilla y Asunción. En 1989 adquiere un Douglas DC-8-33F para la ruta Lima-Iquitos-Lima y la ruta Lima-Puerto Maldonado-Lima. Este DC-8-33F tuvo un aterrizaje forzoso en Iquitos durante el mal tiempo y la aeronave sufrió daños en un 80% y la ruta tuvo que ser cancelada.
Debido a la pérdida del DC-8, Apisa adquirió un Boeing 707-320C de Million Air of Florida y con ese avión obtuvo un permiso provisional para operar una ruta de carga Lima-Miami-Lima transportando principalmente ganado y textiles. Asimismo, se iniciaron vuelos de Lima a Toronto en modalidad chárter utilizando un Boeing 707-338C. Pero por presiones de otras aerolíneas peruanas, se canceló el permiso para operar esas rutas.
Apisa trató de mantener las operaciones formando una sociedad con KLM e Iberia para transferir carga, pero el final llegó en 1997 cuando el gobierno peruano le revocó los permisos para operar.

## Antigua flota
| Aeronaves        | Total | Introducido | Retirado | Matrículas |
| ---------------- | ----- | ----------- | -------- | ---------- |
| Douglas DC-8-33F | 1     | 1988        | 1989     | OB-1316    |
| Douglas DC-8-54F | 1     | 1985        | 1997     | HK-2632X   |
| Boeing 707-320C  | 1     | 1989        | 1997     | ??         |
| Boeing 707-338C  | 1     | 1990        | 1992     | ??         |